# Tournoi des quatorze
Navigation
Édition précédente
Le Tournoi des Quatorze 1931-1932 est la deuxième et dernière édition d'un Championnat mise en place par l'Union française de rugby amateur, organisation sportive regroupant plusieurs clubs de rugby à XV dissidents, auparavant membres de la Fédération française de rugby à XV.
Au terme d'un championnat entre quatorze équipes, le Stade toulousain remporte cette deuxième édition.

## Classement général
Le classement général au 16 mai 1932 est le suivant :
| Rang | Club               | Pts | J  | V  | N | D | PP  | PC  | Diff  |
| ---- | ------------------ | --- | -- | -- | - | - | --- | --- | ----- |
| 1    | Stade toulousain   |     | 13 | 11 | 1 | 1 | 187 | 72  | + 115 |
| 2    | Section paloise    |     | 13 | 7  | 2 | 4 | 125 | 52  | + 73  |
| 3    | US Perpignan       |     | 13 | 8  | 0 | 5 | 138 | 72  | + 66  |
| 4    | Biarritz olympique |     | 13 | 7  | 1 | 5 | 118 | 57  | + 61  |
| 5    | Stade français     |     | 12 | 7  | 1 | 4 | 112 | 65  | + 47  |
| 6    | US Narbonne        |     | 11 | 5  | 2 | 4 | 108 | 95  | + 13  |
| 7    | AS Carcassonne     |     | 12 | 5  | 3 | 4 | 73  | 68  | + 5   |
| 8    | Stade bordelais    |     | 10 | 6  | 0 | 4 | 81  | 93  | - 12  |
| 9    | Stadoceste tarbais |     | 13 | 6  | 0 | 7 | 87  | 101 | - 14  |
| 10   | Aviron bayonnais   |     | 13 | 5  | 2 | 6 | 63  | 85  | - 22  |
| 11   | FC Grenoble        |     | 10 | 4  | 0 | 6 | 76  | 105 | - 29  |
| 12   | SAU Limoges        |     | 10 | 2  | 1 | 7 | 72  | 140 | - 68  |
| 13   | FC Lyon            |     | 10 | 1  | 0 | 9 | 29  | 132 | - 103 |
| 14   | Stade nantais      |     | 11 | 1  | 1 | 9 | 65  | 197 | - 132 |